# Алга (Бугурусланський район)
Алга́ (рос. Алга) — селище у складі Бугурусланського району Оренбурзької області, Росія.

## Населення
Населення — 49 осіб (2010; 62 у 2002).
Національний склад (станом на 2002 рік):
- татари — 71 %
- росіяни — 26 %